# Frankfort (Illinois)
Frankfort es una villa ubicada en el condado de Will en el estado estadounidense de Illinois. En el Censo de 2010 tenía una población de 17782 habitantes y una densidad poblacional de 458,26 personas por km².

## Geografía
Frankfort se encuentra ubicada en las coordenadas 41°29′29″N 87°50′22″O / 41.49139, -87.83944. Según la Oficina del Censo de los Estados Unidos, Frankfort tiene una superficie total de 38.8 km², de la cual 38.8 km² corresponden a tierra firme y (0%) 0 km² es agua.

## Demografía
Según el censo de 2010, había 17782 personas residiendo en Frankfort. La densidad de población era de 458,26 hab./km². De los 17782 habitantes, Frankfort estaba compuesto por el 88.98% blancos, el 6.13% eran afroamericanos, el 0.14% eran amerindios, el 2.62% eran asiáticos, el 0.01% eran isleños del Pacífico, el 0.97% eran de otras razas y el 1.16% pertenecían a dos o más razas. Del total de la población el 4.58% eran hispanos o latinos de cualquier raza.

## Educación
El Distrito Escolar 159 gestiona escuelas primarias y secundarias (middle schools) públicas que sirven a Frankfort.